# Prasco
Prasco, (Prasch en piemontès) és un municipi situat al territori de la província d'Alessandria, a la regió del Piemont (Itàlia).
Limita amb els municipis de Cremolino, Morbello, Morsasco i Visone.
Pertany al municipi la frazione de Stazione.